# Prix littéraires du Gouverneur général 2012
Les finalistes aux Prix littéraires du Gouverneur général pour 2012, l'un des principaux prix littéraires canadiens, ont été annoncés le 11 octobre 2012. Les lauréats ont été annoncés le 13 novembre 2012.

## Français

### Prix du Gouverneur général: romans et nouvelles de langue française
- France Daigle, Pour sûr
- Ryad Assani-Razaki, La Main d’Iman
- Charles Bolduc, Les Truites à mains nues
- Catherine Mavrikakis, Les Derniers Jours de Smokey Nelson
- Audrée Wilhelmy, Oss

### Prix du Gouverneur général: poésie de langue française
- Maude Smith Gagnon, Un drap. Une place.
- Corinne Chevarier, Anatomie de l’objet
- Fredric Gary Comeau, Souffles
- Hélène Dorion, Cœurs, comme livres d’amour
- Christian Saint-Germain, Tomahawk

### Prix du Gouverneur général: théâtre de langue française
- Geneviève Billette, Contre le temps
- Simon Boudreault, D pour Dieu?
- Fabien Cloutier, Billy [Les jours de hurlement]
- Evelyne de la Chenelière, La Chair et autres fragments de l’amour
- Philippe Ducros, Dissidents

### Prix du Gouverneur général: études et essais de langue française
- Normand Chaurette, Comment tuer Shakespeare
- Pierre Nepveu, Gaston Miron : la vie d’un homme
- Pascal Riendeau, Méditation et Vision de l’essai : Roland Barthes, Milan Kundera et Jacques Brault
- Yannick Roy, La Révélation inachevée : le personnage à l’épreuve de la vérité romanesque

### Prix du Gouverneur général: littérature jeunesse de langue française - texte
- Aline Apostolska, Un été d’amour et de cendres
- Biz, La Chute de Sparte (s'est retiré de la compétition)[1]
- Louise Bombardier, Quand j’étais chien
- Camille Bouchard, Le Coup de la girafe
- François Gravel, Hò

### Prix du Gouverneur général: littérature jeunesse de langue française - illustration
- Élise Gravel, La Clé à molette
- Marion Arbona, Lapin-Chagrin et les jours d’Elko
- Manon Gauthier, Giroflée Pois-Cassé
- Émilie Leduc, La Ronde des mois
- Katty Maurey, Quand j’étais chien

### Prix du Gouverneur général: traduction de l'anglais vers le français
- Alain Roy, Glenn Gould (Mark Kingwell)
- Sophie Cardinal-Corriveau, Un adieu à la musique (Charles Foran, Carolan's Farewell)
- Dominique Fortier, Une maison dans les nuages (Margaret Laurence, The Prophet's Camel Bell)
- Lori Saint-Martin et Paul Gagné, Irma Voth (Miriam Toews)
- Lori Saint-Martin et Paul Gagné, La Petite Cousine de Freud (Ann Charney, Distantly Related to Freud)

## Anglais

### Prix du Gouverneur général: romans et nouvelles de langue anglaise
- Linda Spalding, The Purchase
- Tamas Dobozy, Siege 13
- Robert Hough (en), Dr. Brinkley’s Tower
- Vincent Lam, The Headmaster’s Wager
- Carrie Snyder, The Juliet Stories

### Prix du Gouverneur général: poésie de langue anglaise
- Julie Bruck, Monkey Ranch
- David McGimpsey, Li'l Bastard
- A. F. Moritz, The New Measures
- Lisa Pasold, Any Bright Horse
- James Pollock, Sailing to Babylon

### Prix du Gouverneur général: théâtre de langue anglaise
- Catherine Banks, It Is Solved By Walking
- Trina Davies, The Romeo Initiative
- Karen Hines, Drama: Pilot Episode
- Cathy Ostlere and Dennis Garnhum, Lost: A Memoir
- Anusree Roy, Brothel #9

### Prix du Gouverneur général: études et essais de langue anglaise
- Ross King, Leonardo and the Last Supper
- Nahlah Ayed, A Thousand Farewells: A Reporter's Journey from Refugee Camp to the Arab Spring
- Carol Bishop-Gwyn, The Pursuit of Perfection: A Life of Celia Franca
- Wade Davis, Into the Silence: The Great War, Mallory, and the Conquest of Everest
- Noah Richler, What We Talk About When We Talk About War

### Prix du Gouverneur général: littérature jeunesse de langue anglaise - texte
- Susin Nielsen, The Reluctant Journal of Henry K. Larsen
- Rachel Hartman, Seraphina
- Deborah Kerbel, Under the Moon
- Judd Palmer, The Umbrella
- Allan Stratton, L'Apprenti pilleur de tombes (The Grave Robber's Apprentice)

### Prix du Gouverneur général: littérature jeunesse de langue anglaise - illustration
- Isabelle Arsenault, Virginia Wolf
- Renné Benoit, Big City Bees
- Jon Klassen, House Held Up by Trees
- David Parkins, In the Bag! Margaret Knight Wraps It Up
- Barbara Reid, Picture a Tree

### Prix du Gouverneur général: traduction du français vers l'anglais
- Nigel Spencer, Mai at the Predator's Ball (Marie-Claire Blais, Mai au bal des prédateurs)
- Sheila Fischman, Ru (Kim Thúy)
- Michael Gilson, Mafia Inc.: The Long, Bloody Reign of Canada’s Sicilian Clan (André Cédilot and André Noël)
- John Murrell, The Small Room at the Top of the Stairs and Thinking of Yu (Carole Fréchette)
- Shelley Tepperman, The List (Jennifer Tremblay)